# 紅龍
- 關於原著小說，請見「紅色龍」。
- 關於在台灣被稱為「紅龍」的魚類，請見「亞洲龍魚」。
- 關於威爾斯國旗的「紅龍」，請見「紅龍 (威爾斯)」。

《紅龍》（英語：Red Dragon）是一部2002年上映的美國心理恐懼電影，改編湯瑪斯·哈里斯的同名小說。本片為《1987大懸案》的翻拍，是《沉默的羔羊》同系列小說之第一部改編而成。本片由布萊特·拉特納執導，艾德華·諾頓、安東尼·霍普金斯領銜主演，描述殺人狂醫師漢尼拔·萊克特在遇上FBI探員克麗絲·史達琳前的故事。本片是《沉默的羔羊》及《沉默的殺機》的前傳。

## 劇情
1980年，年輕的FBI探員威爾·葛拉漢為了調查連續殺人案而前來拜訪合作夥伴：漢尼拔·萊克特醫生，卻無意間發現漢尼拔就是那個連續殺人魔，葛拉漢被刺成重傷後仍不斷掙扎，在失去意識前對漢尼拔開槍，漢尼拔因此被捕。雖然威爾平安獲救，卻由於龐大的精神壓力而決定辭職，與妻兒住在佛羅里達的馬拉松。
數年後，葛拉漢的前上司杰克·克劳福前來拜訪，希望威爾能重出江湖協助逮捕新的連續殺人狂「牙仙」。

## 角色
- 艾德華·諾頓 飾 威爾·葛拉漢（英语：Will Graham (character)）
- 安東尼·霍普金斯 飾 漢尼拔·萊克特
- 雷夫·范恩斯 飾 法蘭西斯·多拉海德（英语：Francis Dolarhyde）
- 哈維·凱托 飾 傑克·克勞福（英语：Jack Crawford (character)）
- 艾蜜莉·華森 飾 瑞拔·麥克連（Reba McClane）
- 瑪麗-露易斯·帕克 飾 莫莉·葛拉漢（Molly Graham）
- 菲力普·西蒙·霍夫曼 飾 法瑞迪·勞茲（英语：Freddy Lounds）
- Frank Whaley（英语：Frank Whaley） 飾 Ralph Mandy
- Anthony Heald（英语：Anthony Heald） 飾 Frederick Chilton（英语：Frederick Chilton）
- 肯·梁 飾 Lloyd Bowman
- 弗蘭基·費森 飾 Barney Matthews
- Tyler Patrick Jones（英语：Tyler Patrick Jones） 飾 Josh Graham
- 艾倫·鮑絲汀 飾 Grandma Dolarhyde的聲音（未掛名）

## 回應
《紅龍》一片在票房上很成功，北美賺進92,930,005美元，影評則不一，許多人認為比起《1987大懸案》還是遜色，不過知名影評羅傑·艾伯特則相當的喜歡重製片。爛番茄網站的新鮮度則有69%，比起《1987大懸案》的94%遜色不少，而且在網站IMDb上，紅龍一片和《1987大懸案》都得到7.2的分數。

## 外部連結
- 官方網站 （页面存档备份，存于）（英文）
- 互联网电影数据库（IMDb）上《Red Dragon》的资料（英文）